# Albertine Badenberg
Albertine Badenberg (* 29. Dezember 1865 in Steele; † 20. April 1958 in Essen) war eine deutsche Lehrerin und Politikerin. Sie engagierte sich in der Frauenbewegung und in der Zentrumspartei.

## Leben
Der Vater war der Architekt Albert Badenberg. Die Mutter stammte aus der adeligen Familie Koeck von Stuckimfeld aus Wien. Albertine hatte 6 jüngere Geschwister. Nach dem Abschluss der höheren Töchterschule im Alter von fünfzehn Jahren verbrachte sie zwei Jahre in Belgien und England, um die französische und die englische Sprache zu erlernen. Anschließend besuchte sie ein Lehrerinnenseminar in Koblenz. 1885 legte sie die Abschlussprüfung für mittlere und höhere Schulen ab. In der Folgezeit schloss sie sich dem Verein katholischer Lehrerinnen (VkdL) an. Im Jahr 1886 wurde sie Lehrerin in Steele. Im Jahr 1887 übernahm Badenberg die Leitung der deutschen Schule in Genua, kehrte aber 1888 auf Grund des Todes ihres Vaters nach Deutschland zurück.
Zurück in Steele engagierte sich Badenberg im VkdL. So gründete sie 1894 eine Stellenvermittlung, die auch Zweigstellen in England und Frankreich hatte. Im Jahr 1896 folgte eine Rechtsberatung. Sie setzte sich für die rechtliche und finanzielle Gleichstellung der Lehrerinnen mit den Lehrern ein. Ab 1898 war Badenberg Mitglied im Vorstand des Lehrerinnenvereins. Auf ihren Vorschlag hin wurde 1900 als Sprachrohr der katholischen Frauenbewegung die Zeitschrift Christliche Frau gegründet.
Gegen den teils heftigen Widerstand aus anderen Teilen des katholischen Milieus war Badenberg im Jahr 1906 an der Gründung des Katholischen Deutschen Frauenbundes maßgeblich beteiligt. Ab 1908 war sie auch Vorstandsmitglied des Vereins und im Jahr 1909 gründete sie einen Zweigverein in Steele. Im Jahr 1910 übernahm sie im Gesamtverein die Verantwortung für die Finanzen. Später wurde sie auch Generalsekretärin. Ab 1917 ließ sie sich vom Schuldienst beurlauben und arbeitete bis 1921 hauptberuflich für den Frauenverein. Danach kehrte sie als Lehrerin nach Steele zurück und wurde 1922 Konrektorin.
In dieser Zeit wurde Badenberg Mitglied im Landesvorstand, Provinzialvorstand und Kreisvorstand der Zentrumspartei. Im Dezember 1924 wurde sie als Abgeordnete in den Preußischen Landtag gewählt, dem sie bis 1933 angehörte. Sie vertrat den Wahlkreis 22 (Düsseldorf-Ost).
Im Frauenverein war sie maßgeblich am Kauf verschiedener vom Verein genutzter Immobilien verantwortlich und veranstaltete zu diesem Zweck Lotterien.
Während der Zeit des Nationalsozialismus scheint Badenberg Kontakt zu oppositionellen Kreisen gehabt zu haben, während die Reichweite der katholischen Vereinsbewegung immer stärker beschnitten wurde.
In der Nachkriegszeit nach dem Zweiten Weltkrieg in Deutschland trug sie zur Wiedergründung des katholischen Lehrerinnenverbandes bei. 1949 machte sie eine Pilgerreise nach Assisi. Sie starb im Alter von 92 Jahren.

## Ehrungen
- Bundesverdienstkreuz 1. Klasse (19. Dezember 1955, anlässlich des 90. Geburtstages)[1]
- Badenberg-Straße in Steele